# 洛伦佐·德·美第奇
羅倫佐·迪·皮耶羅·德·美第奇（義大利語：Lorenzo di Piero de' Medici；1449年1月1日—1492年4月8日）是一个意大利政治家，也是文艺复兴时期佛羅倫斯共和國的实际统治者。被同时代的佛羅倫斯人稱為“华丽者羅倫佐”（Lorenzo il Magnifico），他是外交家、政治家，也是学者、艺术家和诗人的赞助者。他生活的时代正是意大利文艺复兴的高潮期，他的逝世也意味着佛羅倫斯黄金时代的结束。他努力维持的意大利城邦间的和平，但是随着他的去世土崩瓦解。羅倫佐死后葬在佛羅倫斯的麥第奇家族墓地美第奇小聖堂。

## 童年
洛伦佐的祖父，科西莫·德·美第奇是欧洲最富有的人之一，他花费了大量的金钱在艺术和公共事业上。而洛伦佐的父亲，“痛风者”皮耶罗一世·德·美第奇也热心于艺术赞助和收藏，他的母亲还是一个业余的诗人。
洛伦佐被认为是五个孩子中最聪明的，从小就由一个外交官来担任他的家庭教师。他积极的参与马上长矛比武，狩猎和猎鹰等活动。还是个孩童的时候，洛伦佐就被父亲委以重任，包括去罗马会见教宗或者其他一些重要的宗教和政治活动。

## 洛伦佐和政治

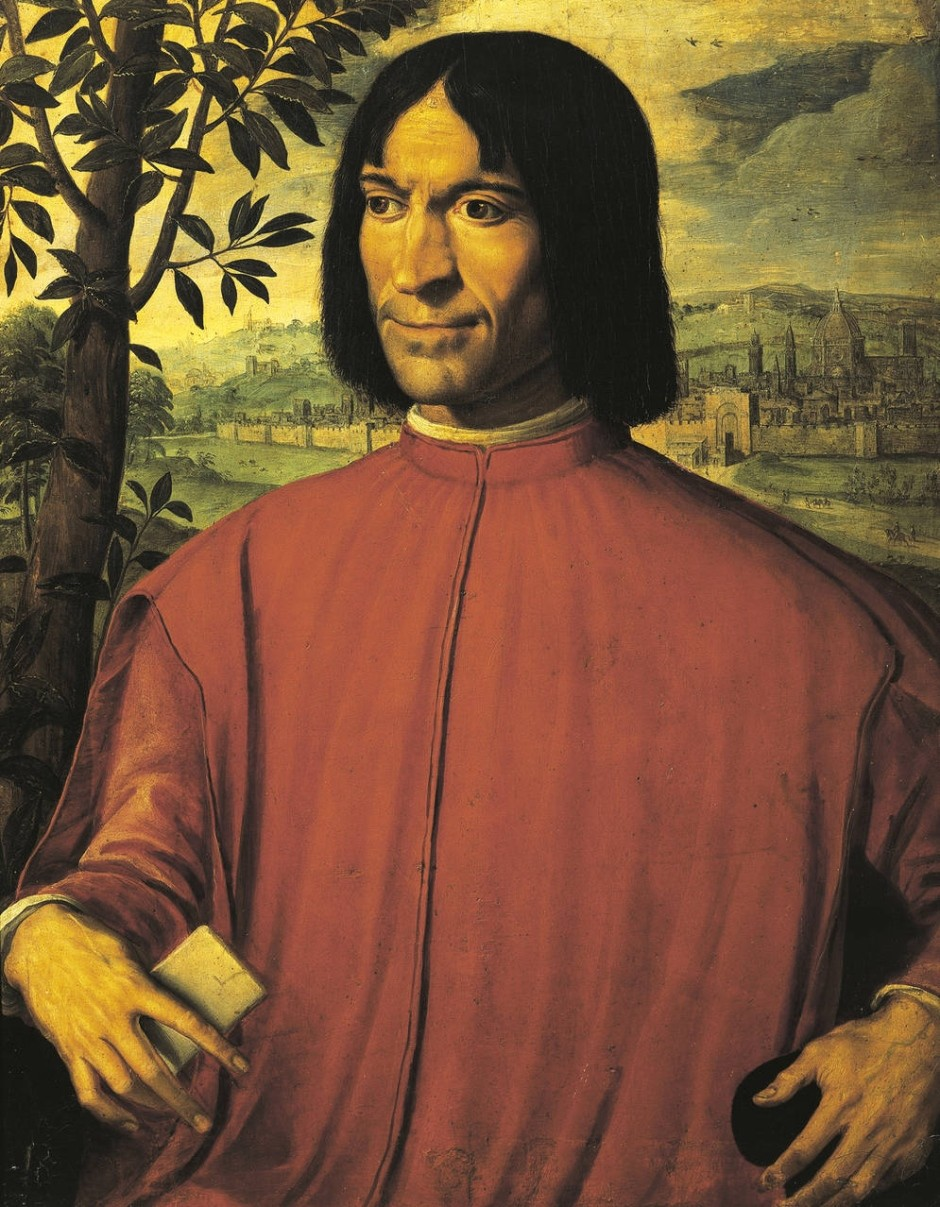
豪華者羅倫佐

1469年皮耶罗去世后，20岁的洛伦佐继任。由于管理不善、战争和政治开支，美第奇银行的资产在洛伦佐有生之年严重缩水。
洛伦佐和他的祖父和父亲一样，用收买和政治联姻的手法，通过议会中的代理人来控制议会，间接统治佛罗伦萨。这样，美第奇家族的敌人们就不可避免的对他们心怀怨恨，其中，最为明显的敌对势力是帕齐家族。在1478年4月26日，是复活节的礼拜日，在一场被称为帕齐阴谋的事件中，一群由弗朗切斯科·德·帕齐和比萨大主教弗朗切斯科·萨尔维亚蒂领导的一个阴谋团体在圣母百花大教堂袭击了洛伦佐和他的兄弟朱利亚诺·德·美第奇。令人震惊的是，萨尔维亚蒂的行动可能得到了教宗西斯篤四世的默许。朱利亚诺被残忍地刺死，但洛伦佐在波利齐亚诺的保护下逃脱，仅受到颈部的轻伤。事后，愤怒的民众吊死了弗朗切斯科和萨尔维亚蒂，而帕齐家族也被驱逐出佛罗伦萨。
在这次事件后，佛罗伦萨对帕齐等传统上教宗支持者的惩罚使洛伦佐和佛罗伦萨承受了来自罗马教廷的愤怒。1480年，教宗没收了美第奇家族的财产，将洛伦佐和整个佛罗伦萨政府逐出教会，并最终将整个佛罗伦萨城邦处以禁止教务的惩罚。因为这些行动没有见效，教宗和与那不勒斯王国国王斐迪南一世结成军事联盟，并发动了对佛罗伦萨的入侵。
洛伦佐动员了整个城市进行抵抗，但是只有佛罗伦萨的贸易伙伴博洛尼亚和米兰提供了一点点的支持。眼见战局不利，洛伦佐亲自去往那不勒斯说服敌人，解决了危机。这大幅提高了他在佛罗伦萨的声望。事件结束后，洛伦佐着力于在北部意大利城邦间建立了和平和力量平衡的方针。
同时，洛伦佐和奥斯曼帝国的穆罕默德二世保持着良好的关系，因为佛罗伦萨与奥斯曼帝国的海上贸易是美第奇家族的主要财富来源之一。

## 洛伦佐和文艺复兴
洛伦佐的宫廷中聚集着如桑德罗·波提切利、列奥纳多·达芬奇、安德烈·德尔·委罗基奥、米开朗基罗等与15世纪的文艺复兴密切相关的人物。尽管洛伦佐本人没有提供很多藝術工作，但是他经常介绍其他的赞助者给艺术家们。
洛伦佐本人也是个不錯的詩人，用他的托斯卡纳方言写诗来歌颂生活，特别是晚年的一些诗作，常常在幽思人生的脆弱和无常。他的诗句充满着爱情、盛宴和领悟。
科西莫开始收集图书并建立了美第奇家族的图书馆，洛伦佐把它扩展壮大。洛伦佐的代理人从东方找回大量的古希腊著作，他雇佣了大量的工人抄写并把他们传播到整个欧洲，洛伦佐的工作帮助了人文主义的发展。

## 晚年

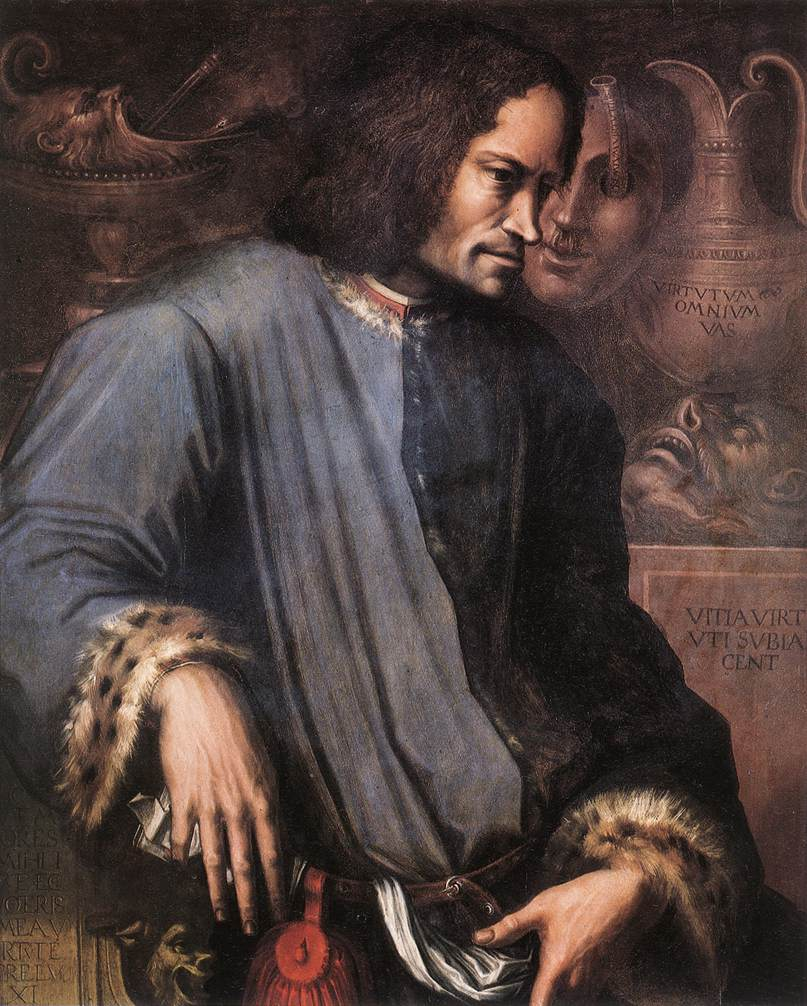
羅倫佐死後，由喬爾喬·瓦薩里所繪的肖像畫

在洛伦佐的统治期间，许多家族银行的分部因为坏账而破产；并且在他的晚年，洛伦佐还陷入了经济危机，以至于他不得不挪用信托基金和动用国库。
在洛伦佐晚年，佛罗伦萨正被萨佛纳罗拉的宗教思想影响着。萨佛纳罗拉认为当时的基督教义已远远偏离了古典的文化内容，而在萨佛纳罗拉的传教过程中，洛伦佐扮演了十分重要的角色。
1492年4月8号或9号的晚上，洛伦佐在卡里奇的别墅去世（佛罗伦萨人相信日落是一天的开始，所以他们认为他去世的日子是9号，但实际上是8号）。洛伦佐死后和他的兄弟朱利亚诺葬在一个由米开朗基罗设计的礼拜室内。
洛伦佐死后的6个月，哥伦布发现新大陆。同时，伴随他的死亡，文艺复兴的中心由佛罗伦萨转移至罗马，并在那里又持续了一个多世纪。

## 婚姻和子女
洛伦佐和克拉麗切·奧爾西尼於1469年2月7日结婚。他们有9个孩子：
- 盧克雷齊婭·迪·洛倫佐·德·美第奇（英语：Lucrezia de' Medici (1470–1553)）（1470年8月4日－1553年11月）嫁给亚科波·萨尔维阿蒂，她的女儿玛利亚·萨尔维阿蒂就是托斯卡纳大公科西莫一世的母亲。
- 皮耶罗·迪·洛伦佐·德·美第奇（1471年2月15日－1503年12月28日）1493年至1494年间的佛罗伦萨僭主。
- 一对双生子在1472年3月出生，但很快就死去。
- 瑪德萊娜·迪·洛倫佐·德·美第奇（英语：Maddalena de' Medici (1473–1528)）（1473年7月25日－1528年12月）她嫁给教宗依诺增爵八世的私生子弗兰切斯科·奇博。
- 若望·德·美第奇（1475年12月11日－1521年12月1日）后来成为教宗良十世。
- 路易莎·德·美第奇（1477年－1488年），和她的堂兄喬瓦尼·德·美第奇（英语：Giovanni il Popolano）订婚。
- 孔蒂西娜·安東尼婭·羅莫拉·德·美第奇（1478年－1515年），出生於皮斯托亞，嫁给皮埃罗·里多尔菲。
- 朱利亚诺·迪·洛伦佐·德·美第奇（1479年3月12日－1516年3月17日），后来被法國國王弗朗索瓦一世封為内穆尔公爵。

除孔蒂西娜·安東尼婭之外，所有子女皆於佛羅倫薩出生。
洛伦佐有两个儿子都后来成为教宗。他的第二个儿子若望成了教宗良十世，而他的养子儒略（是洛伦佐的兄弟朱利亚诺的私生子）成为教宗克勉七世。

## 評價
- 對於許多後期美第奇家族成員採取厭惡及鄙視態度的馬基維利，對羅倫佐推崇備至，說：「使佛羅倫斯繁榮興盛，使人民團結一致，使貴族深受禮遇都是他的目的。他寵愛藝術界傑出的天才，並且對學者優禮有加……羅倫佐喜愛建築、音樂、詩歌……為了讓佛羅倫斯的青年們有機會研習文學，他在比薩建立了一所學院。他指派義大利最優秀的學者作為該校的教授……他的高超品格，處事的精明，與一生的幸運使他不僅為義大利的各君主、貴族們所景仰，而且也為遠方的人們所欽慕。……他的談話敏捷而流利，他的決斷富於智慧、行動迅速而果敢。他的行為除了有些過份的豪爽外，實無瑕疵可循，他發現處在滑稽與俏皮人物行列之中，會比處在他自己的地位上得到更多的快樂；人們也可以常看到與子女共同嬉戲，好似玩童一般。他在心情沉重之際與他在興高采烈之際的神態則判若兩人，然而兩種神態卻又集之於一身……（他死後）他的國民對他悲悼至深，在他之後也未曾有人享有如他那般廣大智慧之名，在佛羅倫斯，或者說在義大利，他從未曾死去。」[3]

羅倫佐富有當代許多令人擊節拍掌的品德。他的胸襟寬大、熱愛運動與田野的歡樂；富於魅力，但是對女性則絕不拖泥帶水，對於美化佛羅倫斯城則不惜金錢、全力為之。可是他的長相不敢令人恭維（有一個畸形的鼻子），他的政策也非十全十美，譬如他對軍事與財政的忽視使佛羅倫斯的國防虛弱，無力從事於激烈的戰爭。

## 延伸阅读

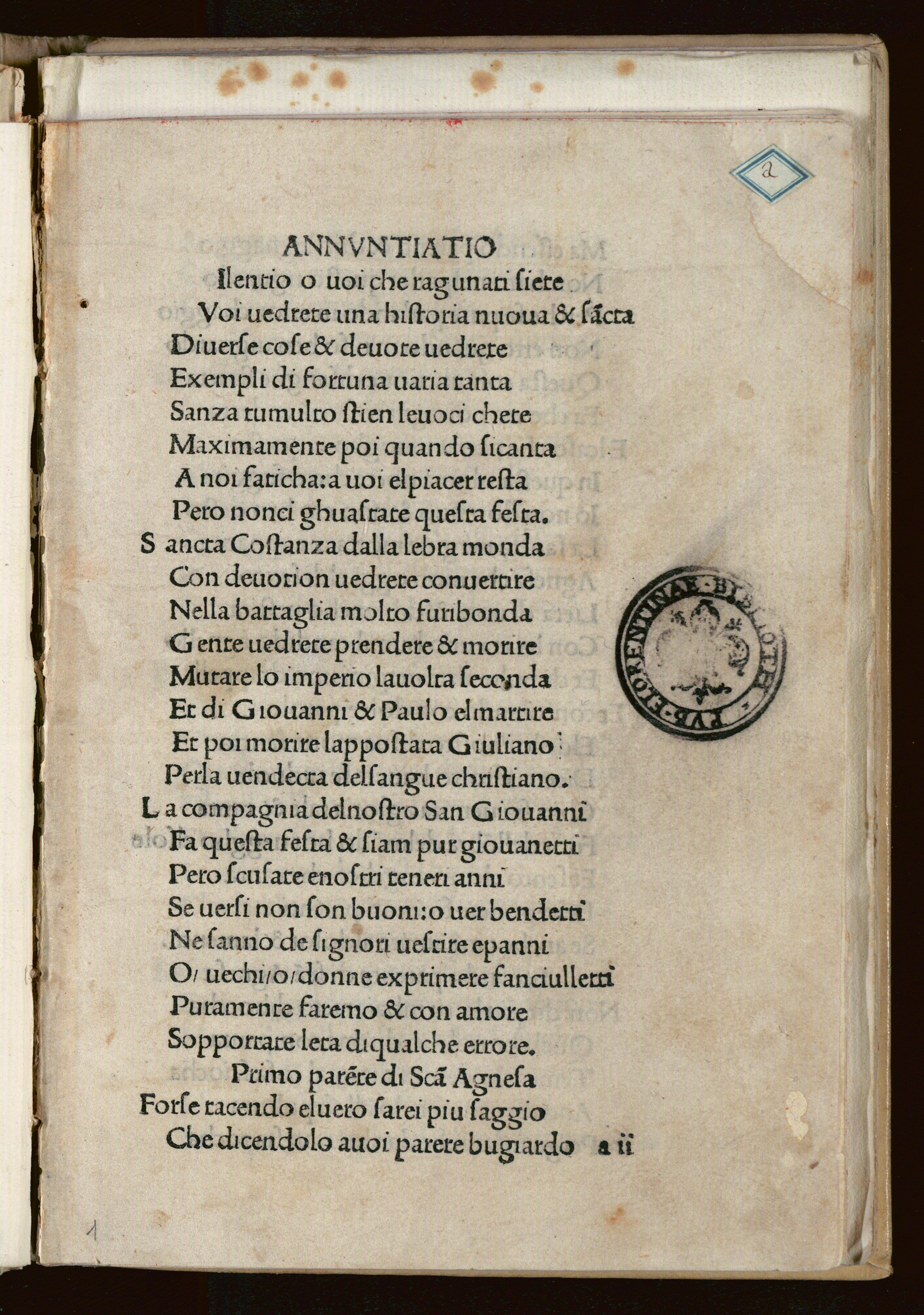
Rappresentazione dei santi Giovanni e Paolo

- Miles J. Unger, Magnifico: The Brilliant Life and Violent Times of Lorenzo de Medici（Simon and Schuster 2008）is a vividly colorful new biography of this true "renaissance man", the uncrowned ruler of Florence during its golden age.
- Christopher Hibbert, The House of Medici: Its Rise and Fall（Morrow-Quill, 1980）is a highly readable, non-scholarly general history of the family, and covers Lorenzo's life in some detail
- F. W. Kent, Lorenzo de- Medici and the Art of Magnificence（The Johns Hopkins Symposia in Comparative History (The Johns Hopkins University Press, 2004）A summary of 40 years of research with a specific theme of Il Magnifico's relationship with the visual arts

## 历史小说
- Linda Proud, A Tabernacle for the Sun（Godstow Press, 2005）, a literary novel set in Florence during the Pazzi Conspiracy adheres closely to known facts.
- Linda Proud, Pallas and the Centaur（Godstow Press, 2004）, deals with the aftermath of the Pazzi Conspiracy and Lorenzo de' Medici's strained relations with his wife and with Poliziano.
- Linda Proud, The Rebirth of Venus（Godstow Press, 2008）, the final volume of The Botticelli Trilogy, covers the 1490s and the death of Lorenzo.